# Дженніфер Гарнер
Дже́нніфер Енн Га́рнер (англ. Jennifer Anne Garner; нар. 17 квітня 1972, Х'юстон, США) — американська акторка та продюсерка. Лауреатка премій «Золотий глобус» (2001), «Сатурн» (2003) та Гільдії кіноакторів США (2004).

## Ранні роки та освіта
Народилася 17 квітня 1972 року в місті Х'юстон (штат Техас), але у віці 3-х років переїхала з сім'єю до Чарльстона (штат Західна Вірджинія). Її батько, Вільям Джон Гарнер, працював інженером-хіміком в корпорації Union Carbide, а мати, Патрісія Енн Інгліш, була домогосподаркою (згодом вчителювала і викладала англійську мову в місцевому коледжі). Дженніфер була середньою дитиною в сім'ю (вона має старшу сестру Меліссу Гарнер Вайлі і молодшу сестру Сюзанну Кей Гарнер Карпентер). Дженніфер назвала себе «типовою середньою дитиною, яка прагнула вирізнити себе в порівнянні з досконалою старшою сестрою».
Назвала свою сім'ю доволі консервативною. Малою Дженніфер відвідувала з родиною церкву в неділю та біблійну школу. У підлітковому віці їй та сестрам батько не дозволяв наносити макіяж, фарбувати нігті, проколювати вуха, фарбувати волосся.
Дитиною відвідувала середню школу Джорджа Вашингтона в Чарльстоні. Після закінчення школи Гарнер у 1990 році вступила в університет Денісон (у місті Гранвіль, штат Огайо). Спочатку вступивши на факультет хімії, згодом записалася в акторський клас, після чого змінила факультет і вступила на театральну драматургію. На думку акторки, її любов до гри та театру виникла в дитинстві. Коли вони з мамою читали ролі в книжці, через що Гарнер «могла відчувати себе іншою людиною». Проте вона ніколи не думала, що це вийде за межі хобі, адже вона також любила і науку. Осінній семестр 1993 року вона навчалась у Національному театральному інституті при Театральному центрі Юджина О'Ніла у Вотерфорді, штат Коннектикут. Під час літніх канікул у коледжі грала в «літньому театрі». У 1994 році здобула звання бакалавра театрального мистецтва.

## Кар'єра

### 1990-ті: перші кроки й теледебют
Студенткою Гарнер, крім виступів у літньому театрі, також продавала там квитки, будувала декорації, створювала костюми та прибирала.
Ще вона їздила по різних театрах, театральних фестивалях для участі у виставах та для роботи. Вона працювала в театрі Тімбер-Лейк у Маунт-Керроллі, штат Іллінойс у 1992 році. В театрі Барн в Августі (штат Мічиган) у 1993 році. На Шекспірівському фестивалі Джорджії в Атланті (штат Джорджія) у 1994.
У 1995 році Гарнер переїхала у Нью-Йорк. В перший рік у місті влаштувалась дублеркою в театральній виставі і заробляла $150 на тиждень.
Перша поява Дженніфер Гарнер на телеекранах відбулась у мінісеріалі «Зоя» (1995).. Крім цього, у 1996 році вона з'явилась ще в 2 мінісеріалах, в незалежному короткометражному кіно та телевізійних юридичних драмах «Закон і порядок». У 1997 році Гарнер переїхала у Лос-Анджелес. Там вона отримала свою першу головну роль у телевізійному вестерні «Rose Hill» (1997). З 1997 до 1999 року включно акторка зіграла лише незначні епізодичні ролі в 11 серіалах та фільмах.

### 2000-ті: прорив у кар'єрі та підкорення Голлівуду
У 2000 році Гарнер вперше з'явилась в доволі успішному фільмі — в голлівудській комедії «Чувак, де моя машина?» разом з Ештоном Катчером. У 2001 році виконала кілька епізодичних ролей: разом зі своїм чоловіком Скоттом Фолі в драмі «Час крадіжки» і роль медсестри у військовій драмі «Перл-Гарбор». З 2001 до 2006 грала головну роль у шпигунському серіалі-трилері «Псевдонім (Alias)» (протягом усіх 5 сезонів). За цей час її зарплатня зросла від початкових 40 тис. доларів за серію до 150 тис. доларів. За цю роль отримала премію Гільдії кіноакторів за найкращу жіночу роль у драматичному серіалі, премію «Золотий глобус» за найкращу жіночу роль у серіалі (і 3 номінації «Глобус»), а також чотири номінації на премію «Еммі Праймтайм» за найкращу жіночу роль.
Поки тривав показ серіалу «Псевдонім», Стівен Спілберг запропонував Гарнер роль у фільмі «Впіймай мене, якщо зможеш». Режисер був переконаний, що «Гарнер стане наступною суперзіркою».
Під час зйомок і показу серіалу акторка знялась ще в одній стрічці — супергеройському фільмі від Marvel Studios «Шибайголова», де втілила Електру. Для цієї ролі вона 6 тижнів тренувалась і вчилася бойовим мистецтвам.. Також у 2003 році Гарнер озвучила саму себе в епізоді «Сімпсонів».
У 2004 отримала свою першу головну роль у фільмі: в романтичній комедії «Із 13 в 30». Вона зіграла підлітку, яка зранку після 13-го дня народження прокинулась у тілі себе 30-річної. У 2005 році повторила роль Електри, але вже у повноцінному фільмі про цю героїню, проте фільм не отримав очікуваного успіху.
У грудні 2005 року Гарнер народила доньку, тому до кар'єри повернулась у 2007 році. Першою її роллю була роль другого плану в фільмі «Джуно» (Гарнер зіграла майбутню нерідну матір Ванессу). Фільм отримав схвальні відгуки. Зокрема, Кайл Бьюкенен з журналу New York Magazine у своїй рецензії написав: «Сценарист Діабло Коді та режисер Джейсон Райтман майстерно використали вроджену людяність Гарнер як козир фільму». Критикиня Ліза Шварцбаум з Entertainment Weekly в рецензії на фільм зауважила, що «Гарнер ще ніколи не була милішою та симпатичнішою, ніж у цьому фільмі». За цю роль акторка була номінована на 5 кінопремій.
Того ж року Дженніфер Гарнер зіграла спецагентку ФБР у фільмі «Королівство»(2007). Під час зйомок фільму вона годувала дитину. Від виснаження і спеки Гарнер під час зйомок отримала тепловий удар.
У листопаді 2007 — січні 2008 року Гарнер грала Роксану в постановці «Сірано де Бержерак» (у театрі Річарда Роджерса на Бродвеї). Готуючись до ролі, Гарнер багато працювала з вчителем вокалу, брала уроки хореографії та французької мови. Театральна критика позитивно відгукнулась про її виступ. Вистава була записана та демонструвалась на американському телеканалі PBS у 2008 році.
У 2009 році Гарнер з'явилась у двох романтичних комедіях. У «Привиди колишніх подружок» виконала головну роль разом з Меттью Мак-Конагей. Фільм отримав посередні відгуки акдиторії та критики. Зокрема, на сайті Rotten Tomatoes стрічка отримала «гнилий помідор» від критики — рейтинг 28 % зі 100 %. Від аудиторії відгуки і рейтинг був трохи кращий — 40 % зі 100 %.
Друга комедія 2009 року з участю Гарнер — «Винахід брехні». Цю стрічки критика оцінила трохи краще. Зокрема, зауважили, що «Гарнер знову довела, яка вона запаморочлива у комедіях» та що «Дженніфер Гарнер ніколи не була кращою на екрані».

### 2010-ті: ролі матерів та сімейні фільми
На початку 2010-х Гарнер мала спад кар'єри і участь у не дуже вдалих фільмах. Зокрема, у 2010 зіграла у фільмі День Святого Валентина. Хоч фільм отримав негативну реакцію критики (за відгуками критиків фільм має «гнилий помідор» на сайті оцінок Rotten Tomatoes і рейтинг 18 %), проте стрічка більш ніж окупилась. Світові касові збори склали понад 212 млн доларів.
У 2011 з'явилася ще в одному невдалому фільмі — «Артур». Фільм провалився і в прокаті, і по відгуках критики та аудиторії.
У 2012 вийшов трохи успішніший фільм з участю Гарнер — драма «Дивне життя Тімоті Гріна».
 В цьому фільмі вона вперше зіграла матері. Саме переконливість Гарнер у ролі матері відзначила критика.
Ще один не дуже успішний фільм з Гарнер, який також вийшов у 2012 році — «Масло». В цій комедії вона втілила конкурентну та амбітну жінку, яка брала участь у місцевому конкурсі скульптур з масла у маленькому містечку Айова. І хоч фільм отримав неоднозначні відгуки критики, проте стосовно ролі Гарнер вони відгукувались переважно позитивно. Наприклад, Пітер Дебрюж з Variety зауважив, що це "найкраще використання комедійного таланту Дженніфер Гарнер на великому екрані з часів фільму «З 13 в 30».
У 2013 Гарнер знову зіграла разом з Меттью Мак-Конагей — в драмі «Далласький клуб покупців». Вона втілила лікарку, яка лікує хворих на СНІД у Техасі в середині 1980-х. Фільм отримав дуже схвальні відгуки кінокритики та високий рейтинг від глядачів — на сервісі оцінки Rotten Tomatoes стрічка отримала рейтинг 92 % зі 100 % від критиків, і 91 % — від глядачів. Високими були і касові збори, фільм в 11 разів окупив свій бюджет. Гарнер отримала номінацію на премію Гільдії кіноакторів і премії CinEuphoria Awards.
Девід Едельштейн з журналу New York Magazine сказав: «Це не дуже вдала роль, але я дійшов до того, що радий бачити Гарнер у чому завгодно. Вона не здатна на фальш" . Також у 2013 році Гарнер стала першою зірковою представницею італійського модного бренду Max Mara .
У 2014 році Гарнер знялася у спортивній драмі «День драфту» в ролі вигаданої аналітикині ліміту зарплат команди «Клівленд Браунс». Критика сприйняла фільм неоднозначно, і Мік ЛаСалл з The San Francisco Chronicle, описуючи її роль, зауважив: «Це не така вже й велика роль, але вона дуже мила в ній. Можливо, колись хтось дасть Гарнер шанс бути кимось іншим, а не просто ідеально милою" . Гарнер також знялася разом зі Стівом Кареллом в екранізації популярної дитячої книги “Александр і жахливий, жахливий, поганий, дуже поганий день” 2014 року, зігравши матір головного героя. Фільм зібрав 101 мільйон доларів у світовому прокаті , — зазначає Сенді Ангуло Чен з Washington Post: «Гарнер, яка вже давно опанувала мистецтво грати заклопотаних і перевантажених роботою мам, приємно виснажена".
Іншою її роботою в 2014 році стала роль матері, яка надмірно опікується дітьми, у драмі “Чоловіки, жінки і діти” режисера Джейсона Райтмана з Розмарі Девітт, Джуді Грір, Діном Норрісом і Адамом Сендлером у головних ролях. Фільм зібрав 2,2 мільйона доларів у світовому прокаті,  а Крістофер Орр з «The Atlantic» сказав: «Гарнер робить те, що потрібно: Гарнер робить все, що може в ролі пекельної мами-шпигунки, але, зрештою, це не так вже й багато. Роль схожа на карикатуру на її гру в «Юноні», за винятком остаточної (і важливої) спокути" . Наприкінці 2014 року компанія Capital One підписала Гарнер як представницю своєї кредитної картки Capital One Venture Air Miles .
У 2015 році вона знялась у фільмі «Денні Коллінз», драмі, натхненній реальною історією фолк-співака Стіва Тілстона, з Аль Пачіно та Аннет Бенінг у головних ролях, Гарнер виконала другорядну роль дружини героя Боббі Каннавале. Фільм вийшов в обраних кінотеатрах і був тепло прийнятий критикою; Стефані Меррі з The Washington Post відчула, що Гарнер дала фільму «потужний поштовх емоцій» .

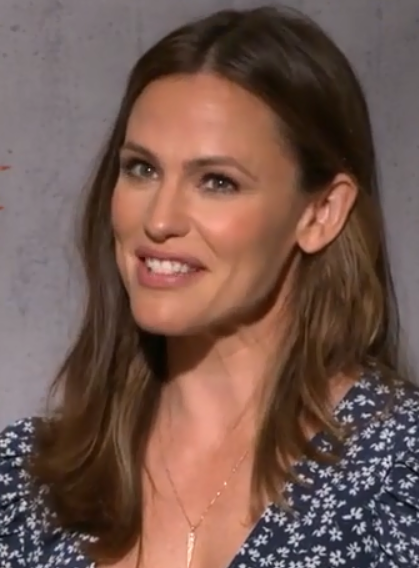
Дженніфер Гарнер 2018 рік

2016 року Гарнер з'явилася в християнській драмі «Чудеса з небес», зігравши матір молодої дівчини, яка була на межі життя і смерті, а згодом вилікувалася від невиліковної хвороби. Фільм зібрав 73,9 мільйона доларів у світовому прокаті  і отримав загалом змішані відгуки від критики, яка вважала, що він «максимально використовує видатну гру Гарнер» . Кен Яворовскі з The New York Times похвалив «віддану» і «сердечну» гру,  а Найджел Сміт з The Guardian визнав «її тонко виконану роботу ... надзвичайно ефективною» у фільмі, який в іншому випадку є “грубо маніпулятивним” . Також у 2016 році Гарнер знялася в комедії “Дев'ять життів”, яка отримала високу оцінку критики, зігравши другу дружину батька-трудоголіка, який зациклився на новому коті своєї доньки. Виконала епізодичну роль у фільмі «Нестерпні леді» (2016).
Гарнер з'явилася в драмі «У всьому винен єнот», прем'єра якої відбулася на TIFF і вийшла в прокат у травні 2017  Також у 2017 році вона знялася у фільмі «Племена Палос Вердес» і в режисерському дебюті подруги Джуді Грір «Подія монументального масштабу» . 2018 року знялася у фільмі «З любов'ю, Саймон», екранізації роману для юнацтва Саймон і програма Homo sapiens . Того ж року Гарнер озвучила роль Мами Лами для оригінального анімаційного дошкільного серіалу Netflix «Лама Лама», а також виконала головну роль у бойовику-помсті «М'ята», який вийшов на екрани 7 вересня .
У серпні 2018 року Гарнер була удостоєна зірки на Голлівудській алеї слави. Variety похвалив її «променисту привабливість» і сказав, що вона поступається лише Тому Генксу . Також у 2018 році вона отримала головну роль у комедійному серіалі HBO «Кемпінг», заснованому на однойменному британському телесеріалі.

### 2020-ті
У 2020 році Гарнер зіграла головну роль у комедійному мінісеріалі Quibi «Домашнє кіно: Принцеса-наречена», «фанатському» відтворенні однойменного фільму 1987 року, знятому в соціальній ізоляції під час пандемії COVID-19. Знятий у навмисно саморобній манері, він був створений для збору коштів для World Central Kitchen. Вона також продюсувала та виконала головну роль у сімейній комедії Netflix "День «Так»" режисера Мігеля Артети, що вийшла на екрани в березні 2021 року .
У 2022 році Гарнер знялася в науково-фантастичному бойовику «Проєкт Адам», який возз'єднав її з Марком Руффало з часів  «З 13 у 30». Того ж року вона з'явилася в епізоді науково-фантастичного комедійного серіалу Upload на Amazon Prime Video.
У 2023 році Гарнер з'явилася як постійна учасниця серіалу у відродженні ситкому Starz «Майстри вечірок» . Того ж року Гарнер виступила виконавчою продюсеркою і зіграла роль Ганни Голл в обмеженому серіалі таємничої драми Apple TV+ «Останнє, що він мені сказав», заснованому на однойменному романі .
Гарнер зіграла роль Джесс Вокер у сімейній комедії «Сімейна підміна», яка вийшла на Netflix у листопаді 2023 року. Це фільм, заснований на книзі Bedtime for Mommy Емі Краус Розенталь. Сюжет зосереджений на родині, яка через космічну випадковість міняється тілами. Гарнер у цьому фільмі грає роль матері сім'ї, а її партнера, Білла Вокера, зіграв Ед Гелмс.
Того ж року стало відомо, що Гарнер повернеться до ролі Електри Натчіос у фільмі про супергероїв кіновсесвіту Marvel «Дедпул і Росомаха», який вийшов на екрани 26 липня 2024 року .

## Особисте життя
Перший чоловік Дженніфер Гарнер — Скотт Фолі, з яким вони познайомились на знімальному майданчику під час роботи над серіалом «Фелісіті» (1998). Пара побралася 19 жовтня 2000 року. Гарнер подала на розлучення у травні 2003 року. У офіційних документах акторка назвала причиною розірвання шлюбу «непримиренні розбіжності у поглядах». Згодом Фолі заявив, що не було жодної зради або інших стосунків, вони розлучились мирно і з обопільної згоди. У березні 2004 подружжя офіційно оформило розлучення.
З серпня 2003 року до середини 2004 року Гарнер зустрічалась зі своїм партнером по серіалу «Псевдонім» Майклом Вартаном.
У середині 2004 року акторка почала зустрічатися з Беном Аффлеком. До цього вони мали лише дружні стосунки, адже разом грали у двох фільмах — у 2001 році в фільмі «Перл-Гарбор» і у 2003 в фільмі «Шибайголова». Після 9 місяців стосунків Аффлек зробив пропозицію Гарнер. Вони побралися 29 червня 2005 року на Карибах. На весіллі були присутні лише 2 гостей: Віктор Гарбер, який проводив церемонію, і його чоловік Райнер Андрісен. Гарбер — колега Дженніфер, який у серіалі «Псевдонім» грав роль її батька. Для проведення церемонії шлюбу він отримав сертифікат в інтернеті.
У шлюбі з Аффлеком акторка народила трьох дітей. Двох доньок Вайолет Енн Аффлек (1 грудня 2005 року) і Серафіну Роуз Елізабет Аффлек (6 січня 2009 р.н.) , а також сина Семюеля Гарнер Аффлека (у 2012 році).
Після 10 років шлюбу подружжя оголосило про намір розлучитися (у червні 2015). У квітні 2017 року вони разом подали юридичні документи, вимагаючи спільної фізичної та юридичної опіки над своїми дітьми. Розлучення було офіційно завершено в жовтні 2018 р. Гарнер підтримувала боротьбу Аффлека з алкоголізмом під час та після їхнього шлюбу. Згодом Аффлек в інтерв'ю виданню The New York Times підтвердив, що його алкоголізм «створив ще більше проблем у шлюбі» і був однією з причин розлучення з Гарнер.

## Фільмографія

### Кінофільми
| Рік  |    | Українська назва                                | Оригінальна назва                                           | Роль                    |
| ---- | -- | ----------------------------------------------- | ----------------------------------------------------------- | ----------------------- |
| 1997 | кф |                                                 | In Harm's Way                                               | Келлі                   |
| 1997 | ф  | Розбираючи Гаррі                                | Deconstructing Harry                                        | жінка на ескалаторі     |
| 1997 | ф  | Площа Вашінгтона                                | Washington Square                                           | Меріен Елмонд           |
| 1997 | ф  | Містер Магу                                     | Mr. Magoo                                                   | Стейсі                  |
| 2000 | ф  | Де моя тачка, чувак?                            | Dude, Where's My Car?                                       | Ванда                   |
| 2001 | ф  | Приземлення Ренні                               | Stealing Time                                               | Кайлі Бредшоу           |
| 2001 | ф  | Перл-Гарбор                                     | Pearl Harbor                                                | Сандра                  |
| 2002 | ф  | Спіймай мене, якщо зможеш                       | Catch Me If You Can                                         | Шеріл Енн               |
| 2003 | ф  | Шибайголова                                     | Daredevil                                                   | Електра Начос           |
| 2004 | ф  | З 13 в 30                                       | 13 Going on 30                                              | Дженні Рінк             |
| 2005 | ф  | Електра                                         | Elektra                                                     | Електра Начос           |
| 2006 | ф  | Злови і відпусти                                | Catch and Release                                           | Грей                    |
| 2007 | ф  | Королівство                                     | The Kingdom                                                 | Джанет Маєрс            |
| 2007 | ф  | Джуно                                           | Juno                                                        | Ванесса Лорінґ          |
| 2009 | ф  | Привиди колишніх подружок                       | Ghosts of Girlfriends Past                                  | Дженні Перотті          |
| 2009 | ф  | Винахід брехні                                  | The Invention of Lying                                      | Анна                    |
| 2010 | ф  | День Святого Валентина                          | Valentine's Day                                             | Джулія Фіцпатрік        |
| 2011 | ф  | Артур. Ідеальний мільйонер                      | Arthur                                                      | Сьюзен Джонсон          |
| 2011 | ф  | Як по маслу                                     | Butter                                                      | Лора Піклер             |
| 2012 | кф | Сирена                                          | Serena                                                      | Сирена                  |
| 2012 | ф  | Дивне життя Тімоті Гріна                        | The Odd Life of Timothy Greenb                              | Сінді Грін              |
| 2013 | ф  | Далласький клуб покупців                        | Dallas Buyers Club                                          | Ів Сакс                 |
| 2014 | ф  | День драфту                                     | Draft Day                                                   | Алі Паркер              |
| 2014 | ф  | Чоловіки, жінки та діти                         | Men, Women & Children                                       | Патриція Белтмайєр      |
| 2014 | ф  | Александр і жахливий, безрадісний, лажовий день | Alexander and the Terrible, Horrible, No Good, Very Bad Day | Келлі Купер             |
| 2015 | ф  | Денні Коллінз                                   | Danny Collins                                               | Саманта Лі Доннелі      |
| 2016 | ф  | Чудеса з небес                                  | Miracles from Heaven                                        | Крісті Бім              |
| 2016 | ф  | Нестерпні леді                                  | Mother's Day                                                | Дана Бартон             |
| 2016 | ф  | У всьому винен єнот                             | Wakefield                                                   | Діана Вейкфілд          |
| 2016 | ф  | Дев'ять життів                                  | Nine Lives                                                  | Лара Бренд              |
| 2017 | ф  | Подія монументального масштабу                  | A Happening of Monumental Proportions                       | Надін                   |
| 2017 | ф  | Племена Палос Вердес                            | The Tribes of Palos Verdes                                  | Сенді Мейсон            |
| 2018 | ф  | З любов'ю, Саймон                               | Love, Simon                                                 | Емілі Спір              |
| 2018 | ф  | М'ята                                           | Peppermint                                                  | Райлі Норт              |
| 2019 | мф | Диво-парк                                       | Wonder Park                                                 | місіс Бейлі (озвучення) |
| 2021 | ф  | День «Так»                                      | Yes Day                                                     | Еллісон Торрес          |
| 2022 | ф  | Проєкт Адам                                     | The Adam Project                                            | Еллі Рід                |
| 2023 | ф  | Родинний обмін                                  | Family Switch                                               | Джесс Волкер            |
| 2024 | ф  | Дедпул і Росомаха                               | Deadpool & Wolverine                                        | Електра Начос           |

### Телебачення
| Рік       |    | Українська назва                  | Оригінальна назва                  | Роль                                                                 |
| --------- | -- | --------------------------------- | ---------------------------------- | -------------------------------------------------------------------- |
| 1995      | тф | Зоя                               | Zoya                               | Саша                                                                 |
| 1996      | тф | Вогняні жнива                     | Harvest of Fire                    | Сара Троєр                                                           |
| 1996      | с  | Прогулянка мерця                  | Dead Man's Walk                    | Клара Форсайт (2 епізоди)                                            |
| 1996      | с  | Правосуддя Свіфта                 | Swift Justice                      | Еллісон (Епізод: «No Holds Barred»)                                  |
| 1996      | с  | Закон і порядок                   | Law & Order                        | Джеймі (Епізод: «Aftershock»)                                        |
| 1996      | с  | Спін-Сіті                         | Spin City                          | Бекі (Епізод: «The Competition»)                                     |
| 1997      | тф | Гравець                           | The Player                         | Селія Левінсон                                                       |
| 1997      | тф | Роуз Хілл                         | Rose Hill                          | Мері Роуз Клейборн                                                   |
| 1998      | с  | Значущі інші                      | Significant Others                 | Нелл Ґленнон (6 епізодів)                                            |
| 1998      | с  | Острів фантазій                   | Fantasy Island                     | Саллі (Епізод: «Dreams»)                                             |
| 1998—2002 | с  | Фелісіті                          | Felicity                           | Ганна Бібб (3 епізоди)                                               |
| 1999      | с  | Афтершок: Землетрус у Нью-Йорку   | Aftershock: Earthquake in New York | Даян (2 епізоди)                                                     |
| 1999      | с  | Імітатор                          | The Pretender                      | Біллі Вон (Епізод: «Pool»)                                           |
| 1999—2000 | с  | Час твого життя                   | Time of Your Life                  | Ромі Салліван (19 епізодів)                                          |
| 2001—2006 | с  | Шпигунка                          | Alias                              | Сідні Брістов (105 епізодів)                                         |
| 2003      | с  | Суботнього вечора в прямому ефірі | Saturday Night Live                | гість (Епізод: «Jennifer Garner/Beck»)                               |
| 2003      | с  | Mad TV                            | Mad TV                             | гість (Епізод: «8.15»)                                               |
| 2003      | мс | Сімпсони                          | The Simpsons                       | грає себе (Епізод: «Treehouse of Horror XIV»)                        |
| 2013      | с  | Суботнього вечора в прямому ефірі | Saturday Night Live                | камео (Епізод: «Ben Affleck/Kanye West»)                             |
| 2013      | мс |                                   | Martha Speaks                      | Дженніфер (Епізод: «Too Many Marthas»)                               |
| 2018—2019 | мс | Лама Лама                         | Llama Llama                        | Мама Лама (25 епізодів)                                              |
| 2018      | с  | Кемпінг                           | Camping                            | Кетрін Максорлі-Джодель (8 епізодів)                                 |
| 2019      | мс | Запитай у Сториботів              | Ask the StoryBots                  | оператори стільникового зв'язку (Епізод: «How Do Cell Phones Work?») |
| 2020      | с  | Домашній фільм: Принцеса-наречена | Home Movie: The Princess Bride     | Принцеса Жовтець (Епізод: «Chapter Seven: The Pit of Despair»)       |
| 2022      | с  | Завантаження                      | Upload                             | офіцер (Епізод: «Download»)                                          |
| 2023      | с  | Майстри вечірок                   | Party Down                         | Іві Адлер (6-й сезон)                                                |
| 2023      | с  | Останнє, що він сказав мені       | The Last Thing He Told Me          | Ганна Холл (7 епізодів)                                              |